# Lopidea marginalis
Lopidea marginalis är en insektsart som först beskrevs av Reuter 1909.  Lopidea marginalis ingår i släktet Lopidea och familjen ängsskinnbaggar. Inga underarter finns listade i Catalogue of Life.